# Daniel Kehlmann
Daniel Kehlmann (Monaco di Baviera, 13 gennaio 1975) è uno scrittore con doppia nazionalità tedesca-austriaca.

## Biografia
Si è laureato in filosofia a Vienna dove risiede attualmente.
È autore di alcuni romanzi che sono stati tradotti in decine di lingue. Ha avuto successo soprattutto con il libro La misura del mondo (tedesco: Die Vermessung der Welt, ed. Rowohlt, 2005; trad. italiana: Feltrinelli, 2006), una storia immaginaria, di ambientazione ottocentesca,  che ha per protagonisti Carl Friedrich Gauss e Alexander von Humboldt. Il genere è la fiction a tematica filosofica. I suoi libri hanno generalmente ricevuto apprezzamenti dalla stampa tedesca (per esempio da parte del noto critico Marcel Reich Ranicki).

## Opere
- Beerholms Vorstellung (1997).
- Sotto il sole (Unter der Sonne, 1998), traduzione di Elisabetta Dal Bello, Voland, 2008, ISBN 9788888700939.
- Il tempo di Mahler (Mahlers Zeit, 1999), traduzione di Elisabetta Dal Bello, Voland, 2012, ISBN 9788862431224.
- Der fernste Ort (2001).
- Io e Kaminski (Ich und Kaminski, 2003), traduzione di Monica Pesetti, Voland, 2006, ISBN 9788888700571.
- La misura del mondo (Die Vermessung der Welt, 2005), traduzione di Paola Olivieri, Feltrinelli, 2006, ISBN 9788807017025.
- Requiem für einen Hund (2008).
- Leo Richters Porträt (2009).
- Fama. Romanzo in nove storie (Ruhm. Ein Roman in neun Geschichten, 2009), traduzione di Paola Olivieri, Feltrinelli, 2010, ISBN 9788807018077.
- Lob: Über Literatur (2010).
- I fratelli Friedland  (F., 2013), traduzione di Claudio Groff, Feltrinelli 2015, ISBN 9788807031427.
- Te ne dovevi andare (Du hättest gehen sollen, 2016)), traduzione di Monica Pesetti, Feltrinelli, 2022, ISBN 9788807034879.
- Tyll. Il re, il cuoco e il buffone (Tyll, 2017), traduzione di Monica Pesetti, Feltrinelli, 2019, ISBN 9788807033384.